# Apiforol
L'apiforol est un composé organique de la famille des flavan-4-ols, une sous-classe de flavonoïdes.

## Métabolisme
Une flavanone 4-reductase, la (2S)-flavan-4-ol:NADP+ 4-oxydoréductase) transforme la naringinine en apiforol. Cette enzyme est présente chez Columnea hybrida, le pommier domestique (Malus domestica), le poirier commun (Pyrus communis), Sinningia cardinalis et dans le maïs (Zea mays).